# Gauthier-Léon Niollet
Gauthier-Léon Niollet, francoski general, * 1879, † 1963.